# Волліс (Техас)
Волліс (англ. Wallis) — місто (англ. city) в США, в окрузі Остін штату Техас. Населення — 1292 особи (2020).

## Географія
Волліс розташований за координатами 29°37′55″ пн. ш. 96°3′49″ зх. д. / 29.63194° пн. ш. 96.06361° зх. д. (29.632021, -96.063517).  За даними Бюро перепису населення США в 2010 році місто мало площу 3,91 км², з яких 3,87 км² — суходіл та 0,04 км² — водойми.

## Демографія
Згідно з переписом 2010 року, у місті мешкали 1252 особи в 483 домогосподарствах у складі 350 родин. Густота населення становила 320 осіб/км².  Було 561 помешкання (144/км²).
Расовий склад населення:
| - 68,8 % — білих - 14,5 % — чорних або афроамериканців - 0,9 % — корінних американців - 0,4 % — азіатів - 12,9 % — осіб інших рас |

До двох чи більше рас належало 2,5 %. Частка іспаномовних становила 27,8 % від усіх жителів.
За віковим діапазоном населення розподілялося таким чином: 23,6 % — особи молодші 18 років, 62,2 % — особи у віці 18—64 років, 14,2 % — особи у віці 65 років та старші. Медіана віку мешканця становила 39,6 року. На 100 осіб жіночої статі у місті припадало 99,7 чоловіків;  на 100 жінок у віці від 18 років та старших — 94,7 чоловіків також старших 18 років.
Середній дохід на одне домашнє господарство  становив 53 765 доларів США (медіана — 43 922), а середній дохід на одну сім'ю — 61 911 долар (медіана — 56 324). Медіана доходів становила 29 628 доларів для чоловіків та 40 221 долар для жінок. За межею бідності перебувало 9,1 % осіб, у тому числі 12,8 % дітей у віці до 18 років та 10,4 % осіб у віці 65 років та старших.
Цивільне працевлаштоване населення становило 571 особа. Основні галузі зайнятості: роздрібна торгівля — 19,6 %, виробництво — 17,5 %, освіта, охорона здоров'я та соціальна допомога — 13,8 %, транспорт — 10,7 %.